# أندرياس براندستيدت
أندرياس براندستيدت (بالإنجليزية: Andreas Brandstädt)‏ (ولد في 17 يناير 1949 في  آرنشتات، ألمانيا الشرقية) وهو عالم رياضيات ألماني متخصص في عالم الحاسوب

## حياته وعمله
تخرج أندرياس براندستيدت من جامعة فريدريش شيلر في جامعة ينا، ألمانيا، مع درجة الدكتوراه.
من عام 1991 إلى عام 1994، كان أستاذًا لعلوم الكمبيوتر في قسم الرياضيات، في جامعة دويسبورغ، ألمانيا، ومن 1994 إلى 2014 كان أستاذًا لعلوم الكمبيوتر النظرية في جامعة روستوك ألمانيا.
كان أندرياس أستاذاً زائراً في جامعات ميتز، وأمين، وكليرمون فيران (فرنسا)، وفي جامعة بريمورسكا في كوبر (سلوفينيا). كان رئيسًا مدعوًا في العديد من المؤتمرات في الأرجنتين، النمسا، روسيا البيضاء، البرازيل، كندا، الصين، فرنسا، اليونان، الهند، إسرائيل، النرويج، بولندا، سلوفينيا، وسويسرا.
كان أندرياس باحثاً نشطاً في خوارزميات الرسم البياني، والرياضيات المنفصلة، والتحسين التجميعي، ونظرية الرسم البياني.
وكثيراً ما شارك أندرياس في برامج مثل ورشة حول المفاهيم النظرية الرسومية في علوم الكمبيوتر (وثلاث مرات كان منظمًا مشاركًا لهذا المؤتمر) وعضوًا في هيئة تحرير الرياضيات التطبيقية المنفصلة.

## من منشوراته
- Graph Classes: A Survey، SIAM Monographs on Discrete Mathematics and Applications، Philadelphia، PA، 1999، 2nd edition 2004 (ردمك 0-89871-432-X)
- Bipartite permutation graphs، Discrete Applied Math. Vol 18، pp. 279–292، 1987
- ، Dually chordal graphs، SIAM J. Discrete Math. Vol. 11، No. 3، pp. 437–455، 1998
- Linear time algorithms for Hamiltonian problems on (claw،net)-free graphs، SIAM J. Comput. Vol 30 No. 5، pp. 1662–1677، 2000
- Structure and linear-time recognition of 4-leaf powers، ACM Transactions on Algorithms Vol. 5، Issue 1، Article No. 11، 2008
- Dominating Induced Matchings for P7-Free Graphs in Linear Time، Algorithmica Vol 68، pp. 998–1018، 2014

## وصلات خارجية
- Andreas Brandstädt's Home Page
- Andreas Brandstädt منشورات مفهرسة من قبل جوجل سكولار
- Andreas Brandstädt at الببليوغرافيا الرقمية ومشروع المكتبة Bibliography Server
- أندرياس براندستيدت في شجرة علماء الرياضيات